# Patrik Olivier von Wallis
Graf Patrik Olivier von Wallis (* 1724 in Dublin; † 14. November 1787 in Prag) war k.k. Feldmarschall-Lieutenant und Ritter des Maria-Theresia-Ordens sowie Inhaber des Infanterie-Regiments No.35.

## Leben
Patrik Olivier von Wallis entstammte dem Adelsgeschlecht Wallis von Carrighmain. Sein Vater war der k.k. Hauptmann Freiherr Lucas von Wallis (* 1684; † 1726).
1740 trat er in die Dienste der Habsburgermonarchie und war bei Beginn des Siebenjährigen Krieges (1756–1763) Hauptmann im Infanterie-Regiment No. 22. 1757 zeichnete er sich bei Prag so sehr aus, das er noch auf dem Schlachtfeld zum Major befördert wurde. Er kam in die Festung Schweidnitz, die 1758 von den der Preußischen Armee unter Tresckow belagert wurde. Major Wallis erhielt den Auftrag, mit den Preußen die Kapitulation zu verhandeln und blieb auch als Geisel zurück. Er ging mit der Besatzung in Gefangenschaft und wurde nach seiner Entlassung zum Oberstleutnant befördert. In der Schlacht bei Landeshut am 23. Juni 1760 konnte er sich dann wieder auszeichnen. Sein Regiment lieferte Unterstützung für zwei Grenadier-Bataillone, die zwei feindliche Hauptredouten erstürmten. Die Preußen fielen auf den Kirchberg zurück, wo sie eine neue Verteidigung errichteten. Sein Regiment versuchte nun diese Stellung zu stürmen und hatte dabei schwere Verluste, wobei auch Wallis verwundet wurde. Mit Unterstützung des Infanterie-Regiment No.4 (Deutschmeister) wurden die Preußen zur Kapitulation gezwungen. Nachfolgend wurde Wallis zum Oberst befördert. 1761 war er wieder in Schweidnitz, das nun von den Habsburgern belagert wurde. Wegen seiner Ortskenntnis wutfr Olivier von Wallis beauftragt, den Angriffsplan auszuarbeiten. Vier Kolonnen sollten das zentrale Galgenfort angreifen; es waren fünf Sturmangriffe mit vielen Verlusten notwendig bis der Angriff erfolgreich war. Für den Erfolg erhielt Wallis in der 7. Promotion vom 30. April 1762 das Ritterkreuz des Maria-Theresiea-Ordens.
Nach dem Frieden wandte sich Olivier von Wallis der Verbesserung der Soldatenausbildung. 1767 wurde er in den Grafenstand erhoben und 1771 zum Generalmajor befördert. Zudem wurde er Waffeninspektor der Infanterie in Böhmen und 1777 Inhaber des Infanterie-Regiments No.35. Im Februar 1778 wurde er zum Feldmarschall-Lieutenant befördert und starb als solcher 1787 in Prag.